# Јагелонска готика
Као јагелонска или такође владиславска готика је обележје за позну готику која је настајала у чешкој у 15. веку.

## Историја
За владе Владислава Јагелонског је обновљено је вађење сребра у Кутногорским рудницима. Краљ је добио финансијска средства и почео је да размишља о достојанственој репрезентацији Јагелонске династије и његовог седишта Прага.

## Архитектура
Владислав Јагелонски је организовао преградњу Прашке тврђаве која је била уништена ратовина и престала је да буде владарско седиште. Позвао је саске градитеље Бенедикт Рејта који је извршио преградњу двора и створио је јединствени простор Владиславске сале. Даља грађевина је била храм св. Барбаре у Кутној Гори на чијој је градњи учествовао и Маћеј Рејсек аутор Прашне бране. Рејд је радио и на реконструкцији дворова и њиховој фортификацији која је одговарала напредку у артиљерије и реконструкцији профане архитектуре у многим градовима које су грађене у позно готичком стилу и обележени су као владиславска или јагелонска готика у чешкој.

## Вајарство и сликарство
У Европи се развија красни стил који је је ознака за сликарску уметност позне готике насталу у 14. веку и доба око 1430. године и карактерише се тенденцијама за нечношћу и дражесношћу у коме су набори тканина у одећи пластични и меки и ово се одражава на целе фигуре и код мадона се јавља љубазнији лик и у овом стилу чешка има једно врло значајно место у целој средњоевропској области.
Мајсторима вајарства је успело да надовежу на ликовну уметност предхусистичког доба. Развија се пре свега резбарија у дрвету чији су делови опет били украшени унутар многих црквених објеката и капела који су уништени од стране хусита. 
Сликарство јагелонске готике опет напредује и јављају се зидне слике црквених простора и у палатама пре свега у сликама на дрвеним подлогама. Најзначајнији сликар овог доба је Мајстор литомјерицког олтара.
Током 15. века у заалпској области долази до развоја ренесансе у Италији док се у осталим европским областима развија тзв. "северна ренесанса“
и у сликарству, архитектури и скулптури остају живи готички принципи до наступа нове стилске формације и све до 1700. године постоји такође и „барокна готика“
у у доба барока којој се употреблјавају још увек принципи и форме готичке уметности.